# Томаш Гродзький
Томаш Павло Гродзький (13 травня 1958 , Щецин, Польська Народна Республіка ) — польський політик, лікар і хірург. Маршал Сенату Польщі з 12 листопада 2019 року.

## Біографія
У 1983 році закінчив Поморський медичний університет в Щецині, у 1991 році отримав там же докторський ступінь, у 2003 році — ступінь постдоку (пол. doktor habilitowany), у 2010 році — звання професора медичних наук.

### Політична кар'єра

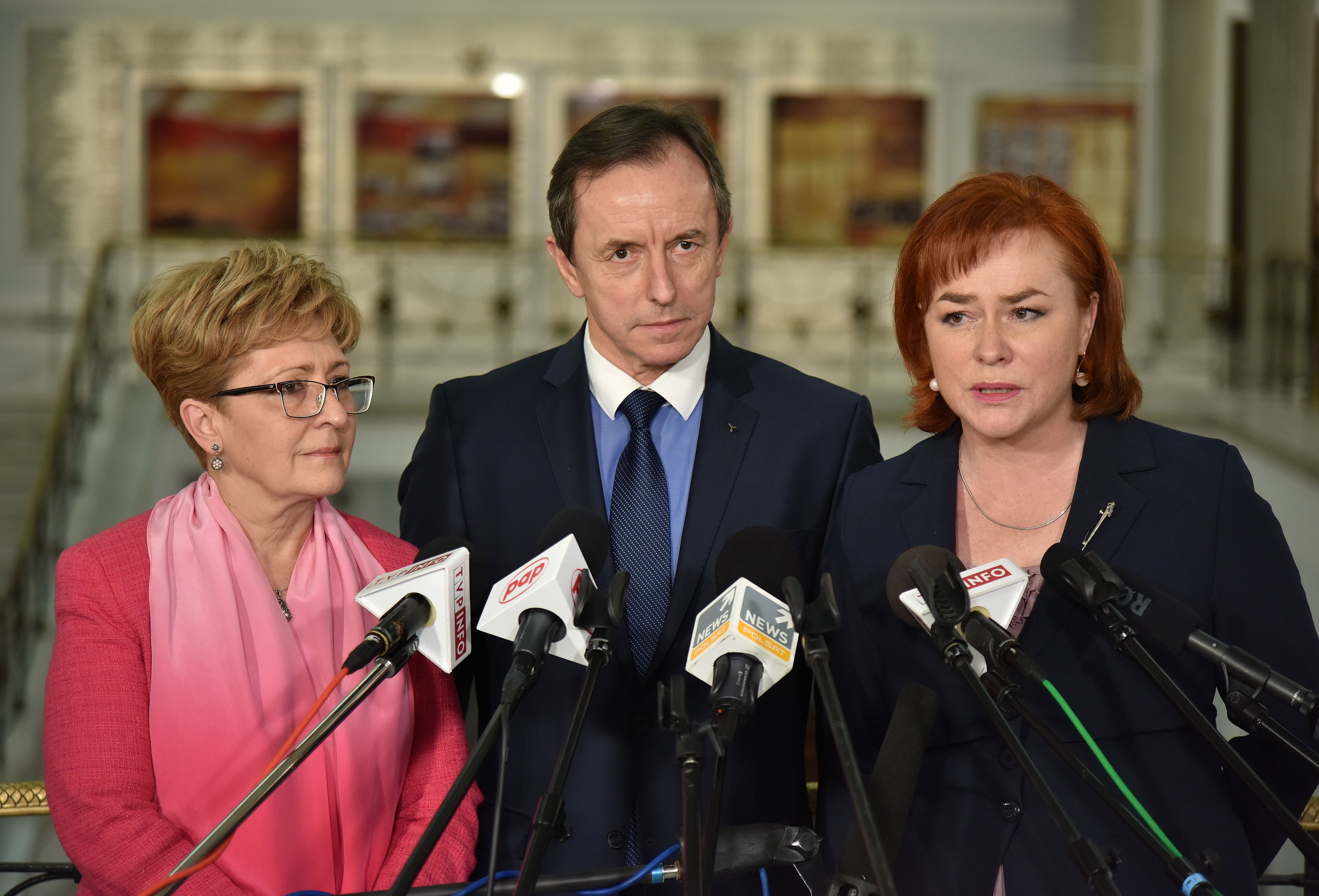
Гродзький з Ельжбетою Радзишевською та Лідією Гендек у Сеймі, 2016

У 2006, 2010 та 2014 роках успішно обирався до міської ради Щецині від партії «Громадянська платформа» без формального вступу в партію.
У 2014 році висувався до Європарламенту, набрав 26 863 голоси і не був обраний.
У 2015 і 2019 роках балотувався в Сенат Польщі по 97-му одномандатному виборчому округу (місто Щецин і околиці), двічі перемагав, набрав 69 887 голосів і 149 245 голосів відповідно.
8 листопада 2019 року, після парламентських виборів 2019 року, коаліція з «Громадянської коаліції», Польської народної партії та «Лівих» висунула Гродзького на посаду Маршала Сенату Польщі замість Станіслава Карчевського. 12 листопада він переміг Карчевського і був обраний маршалом (51 голос за проти 48 за Карчевського).

## Особисте життя
Дружина Іоанна — офтальмолог. Мають дві дочки.

## Нагороди
- У 2021 році «Газета Виборча» назвала Гродзького людиною року.
- Орден князя Ярослава Мудрого II ст. (Україна, 21 жовтня 2022) — за значні особисті заслуги у зміцненні міждержавного співробітництва, підтримку державного суверенітету та територіальної цілісності України, вагомий внесок у популяризацію Української держави у світі[7]